# Rolpa (district)

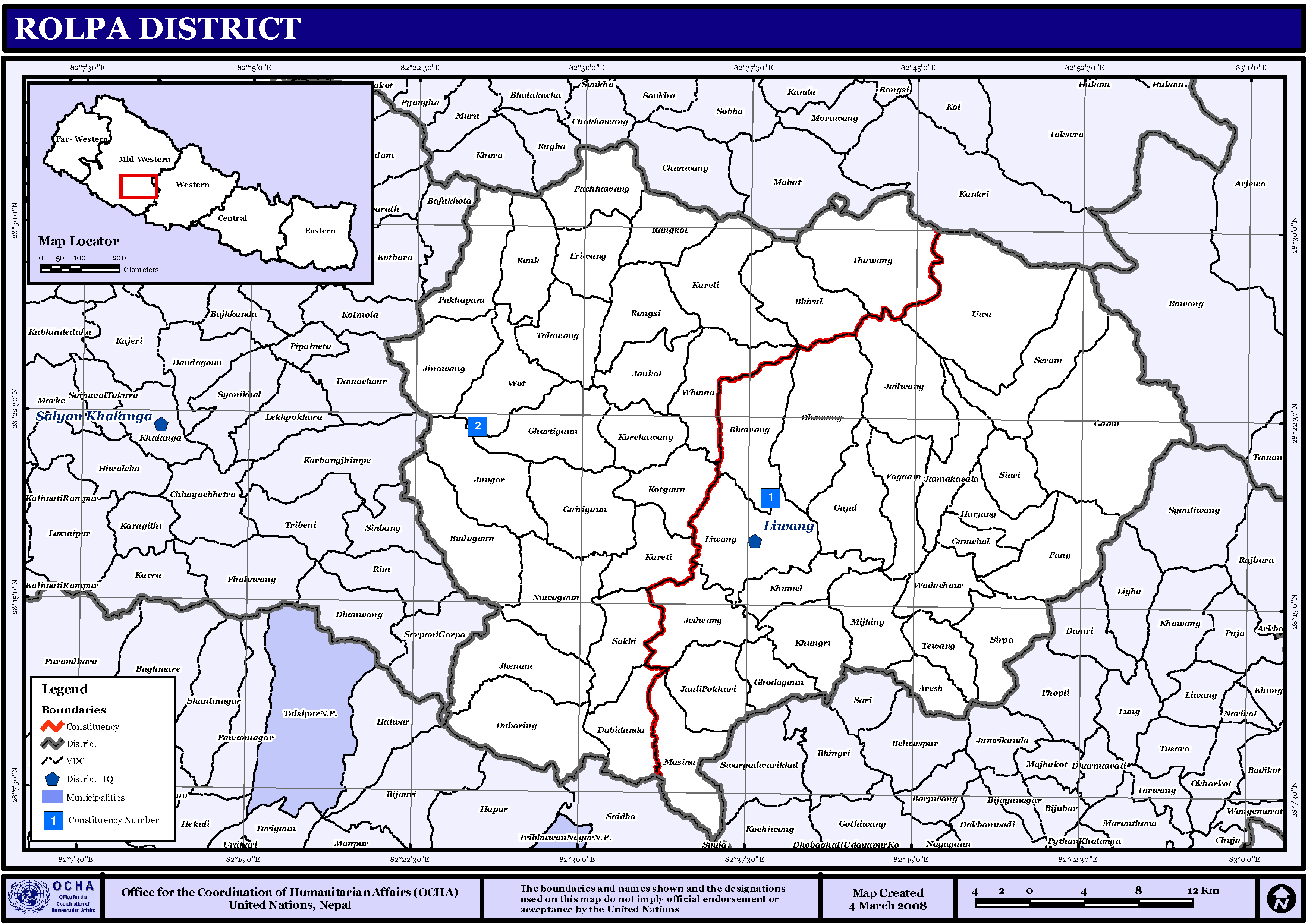
Kaart van Rolpa

Rolpa (Nepalees: रोल्पा) is een van de 75 districten van Nepal. Het district is gelegen in de zone Rapti en de hoofdplaats is Liwang.

## Stedenendorpscommissies[2][3]
- Stad: Nepalees: nagarpalika of N.P.; Engels: municipality;
- Dorpscommissie: Nepalees: panchayat; Engels: village development committee of VDC.

- Steden (0): geen.
- Dorpscommissies (51): Aresh, Bhawang (of: Bhabang), Bhirul (of: Mirul), Budagaun, Dhawang, Dubaring (of: Dubring), Dubidanda, Eriwang, Fagaam, Gaam, Gairigaun, Gajul, Gharti Gaun, Ghodagaun, Gumchal, Harjang, Jailwang, Jaimakasala, Jankot (of: Jangkot), Jauli Pokharai (of: Jaulipokhari), Jedwang, Jhenam, Jinawang (of: Jinabang), Jungar, Kareti, Khumel, Khungri, Korchawang (of: Korchabang), Kotgaun, Kureli, Liwang, Masina, Mijhing, Nuwagaun, Pachhawang (of: Pachhabang), Pakhapani, Pang, Rangkot, Rangsi, Rank, Sakhi, Seram, Sirpa, Siuri, Talawang (of: Talabang), Tewang, Thawang (of: Thabang), Uwa, Wadachaur (of: Badachaur), Whama, Wot.

Achham · 
Arghakhanchi · 
Baglung · 
Baitadi · 
Bajhang · 
Bajura · 
Banke · 
Bara · 
Bardiya · 
Bhaktapur · 
Bhojpur · 
Chitwan · 
Dadeldhura · 
Dailekh · 
Dang · 
Darchula · 
Dhading · 
Dhankuta · 
Dhanusa · 
Dolkha · 
Dolpa · 
Doti · 
Gorkha · 
Gulmi · 
Humla · 
Ilam · 
Jajarkot · 
Jhapa · 
Jumla · 
Kailali · 
Kalikot · 
Kanchanpur · 
Kapilvastu · 
Kaski · 
Kathmandu · 
Kavrepalanchok · 
Khotang · 
Lalitpur · 
Lamjung · 
Mahottari · 
Makwanpur · 
Manang · 
Morang · 
Mugu · 
Mustang · 
Myagdi · 
Nawalparasi · 
Nuwakot · 
Okhaldhunga · 
Palpa · 
Panchthar · 
Parbat · 
Parsa · 
Pyuthan · 
Ramechhap · 
Rasuwa · 
Rautahat · 
Rolpa · 
Rukum · 
Rupandehi · 
Salyan · 
Sankhuwasabha · 
Saptari · 
Sarlahi · 
Sindhuli · 
Sindhulpalchok · 
Siraha · 
Solukhumbu · 
Sunsari · 
Surkhet · 
Syangja · 
Tanahu · 
Taplejung · 
Terhathum · 
Udayapur